# Chi Shu-ju
Dans ce nom chinois, le nom de famille, Chi, précède le nom personnel.
Chi Shu-ju (née le 27 novembre 1982) est une taekwondoïste taïwanaise. Elle a obtenu la médaille de bronze lors des Jeux olympiques d'été de 2000 dans la catégorie des moins de 49 kg.
Chi a également remporté deux fois les Championnats du monde en 1997 et 1999.